# Kanasín
Kanasín és la segona ciutat més poblada de l'estat mexicà de Yucatán ubicada a la part centre-oest del dit estat peninsular, amb una població de gairebé 140 mil habitants. És part de la zona metropolitana de Mérida. A l'època prehispànica el lloc que ocupa actualment la ciutat es trobava dins del territori de la civilització maia.

## Història
Es desconeix de quin cacic estava sota la zona abans de l'arribada dels espanyols. Després de la conquesta la zona va passar a formar part del sistema encomienda. Un dels primers encomenderos va ser Francisco Sosa, amb 209 indis al seu càrrec. Més tard va passar a Josefa Díaz Bolio, que tenia cura de 211 indis i després a la reverenda Sor María Josefa, amb 155 indis.
Yucatán va declarar la seva independència de la Corona espanyola el 1821 i el 1825, Kanasín es va establir com a cap del seu propi municipi.